# 田岛道治
田岛道治（日语：田島道治，1885年7月2日—1968年12月2日）是一位日本企业家，银行家。

## 生平
1885年出生于爱知县名古屋市，1910年毕业于东京帝国大学。毕业后进入爱知银行（后并入东海银行，现三菱UFJ银行）。1946年担任大日本育英会长，贵族院议员。1948年至1953年担任宫内厅长官。1954年担任日本银行监事。1959年成为索尼董事长。
1968年12月2日在宫内厅医院逝世，享年83岁。